# Saison 1998-1999 de snooker
Navigation
1997-1998 1999-2000
La saison 1998-1999 de snooker est la 31e saison de snooker. Elle regroupe 30 tournois organisés par la WPBSA entre juin 1998 et juin 1999.

## Nouveautés
- L'Open d'Irlande est réintroduit au calendrier, tournoi qui avait pour dénomination Open d'Europe il y a deux ans.
- L'International Superstar n'est pas reconduit. Il est remplacé par deux autres tournois tenus en Chine, le Super Challenge et la Super ligue des champions.
- Création de la coupe des nations.

## Calendrier
| C = Tournoi classé (professionnel)              |
| NC = Tournoi non classé (professionnel)         |
| TE = Tournoi par équipes (professionnel)        |
| P/A = Tournoi pro-am (professionnel et amateur) |
| CRU = Circuit du Royaume-Uni (amateur)          |

| Dates (mois-jour) | Dates (mois-jour) | Tournoi                            | Lieu                | Site                             | Cat. | Vainqueur         | Finaliste           | Score | Références |
| 06-??             | 06-??             | Super Challenge                    | Canton              |                                  | NC   | Steve Davis       | Stephen Hendry      | [ 1 ] |            |
| 09–08             | 09-10             | Super ligue des champions          | Pékin               |                                  | NC   | Stephen Hendry    | John Higgins        | [ 2 ] | [ 3 ]      |
| 09–29             | 10-04             | Masters d'Écosse                   | Motherwell          | Civic Centre                     | NC   | Ronnie O'Sullivan | John Higgins        | 9–7   | [ 4 ]      |
| 10–05             | 10–07             | Circuit du Royaume-Uni (épreuve 1) | Stockport           | Hazel Grove Snooker Club         | CRU  | Alfie Burden      | Anthony Davies      | 6-5   | [ 5 ]      |
| 10–14             | 10–25             | Grand Prix                         | Preston             | Preston Guild Hall               | C    | Stephen Lee       | Marco Fu            | 9–2   | [ 6 ]      |
| 10-??             | 10-??             | Tournoi Pontins pro-am (automne)   | Prestatyn           | Pontins                          | P/A  | Matthew Couch     | Brian Salmon (en)   | 5-1   |            |
| 10–27             | 10–29             | Circuit du Royaume-Uni (épreuve 2) | Swindon             | Jesters Snooker Club             | CRU  | Joe Swail         | Alfie Burden        | 6-1   | [ 7 ]      |
| 11-01             | 11-12             | Championnat Benson & Hedges        | Malvern             | Willie Thorne Snooker Centre     | NC   | David Gray        | Dave Harold         | 9–6   | [ 8 ]      |
| 11–16             | 11-29             | Championnat du Royaume-Uni         | Bournemouth         | Bournemouth International Centre | C    | John Higgins      | Matthew Stevens     | 10–6  | [ 9 ]      |
| 11-??             | 11-??             | Championnat de Merseyside          | Liverpool           | Billiards & Snooker Club         | NC   | Peter Lines       | Lee Walker (en)     | 5-4   |            |
| 12-03             | 12-06             | Grand Prix de Malte                | Qawra               | New Dolmen Hotel                 | NC   | Stephen Hendry    | Ken Doherty         | 7–6   | [ 10 ]     |
| 12–06             | 12–19             | Jeux asiatiques (individuel)       | Bangkok             | Land Sports Complex              | P/A  | Shokat Ali (en)   | Sam Chong           | 7-6   |            |
| 12–06             | 12–19             | Jeux asiatiques (par équipes)      | Bangkok             | Land Sports Complex              | TE   | Hong Kong         | Thaïlande           | 2-1   |            |
| 12–08             | 12–13             | Masters d'Allemagne                | Bingen am Rhein     | Best Western Rheinhotel          | NC   | John Parrott      | Mark Williams       | 6–4   | [ 11 ]     |
| 12–15             | 12–20             | Open d'Irlande                     | Tallaght            | National Basketball Arena        | C    | Mark Williams     | Alan McManus        | 9–4   | [ 12 ]     |
| 01-16             | 01-24             | Coupe des nations                  | Newcastle upon Tyne | Telewest Arena                   | TE   | Pays de Galles    | Écosse              | 6-4   | [ 13 ]     |
| 01–25             | 01-31             | Open du pays de Galles             | Cardiff             | Cardiff International Arena      | C    | Mark Williams     | Stephen Hendry      | 9–8   | [ 14 ]     |
| 02–07             | 02–14             | Masters                            | Londres             | Wembley Conference Centre        | NC   | John Higgins      | Ken Doherty         | 10–8  | [ 15 ]     |
| 02–15             | 02–21             | Open d'Écosse                      | Aberdeen            | A.E.C.C.                         | C    | Stephen Hendry    | Graeme Dott         | 9–1   | [ 16 ]     |
| 02-22             | 02-24             | Circuit du Royaume-Uni (épreuve 3) | Swindon             | Jesters Snooker Club             | CRU  | Stuart Bingham    | Matthew Couch       | 6-1   | [ 17 ]     |
| 02-25             | 02-28             | Challenge de la charité            | Derby               | Assembly Rooms                   | NC   | John Higgins      | Ronnie O'Sullivan   | 9–4   | [ 18 ]     |
| 03–01             | 03–07             | Masters de Thaïlande               | Bangkok             | Ambassador Hotel                 | C    | Mark Williams     | Alan McManus        | 9–7   | [ 19 ]     |
| 03-08             | 03-14             | International de Chine             | Shanghai            | JC Mandarin Hotel                | C    | John Higgins      | Billy Snaddon       | 9-3   | [ 20 ]     |
| 03–21             | 03–28             | Masters d'Irlande                  | Kill                | Goff's                           | NC   | Stephen Hendry    | Stephen Lee         | 9-8   | [ 21 ]     |
| 04-04             | 04–11             | Open de Grande-Bretagne            | Plymouth            | Plymouth Pavilions               | C    | Fergal O'Brien    | Anthony Hamilton    | 9–7   | [ 22 ]     |
| 04-12             | 04-14             | Circuit du Royaume-Uni (épreuve 4) | Stockport           | Hazel Grove Snooker Club         | CRU  | James Reynolds    | Jason Ferguson (en) | 6-4   | [ 23 ]     |
| 04–17             | 05–03             | Championnat du monde               | Sheffield           | Crucible Theatre                 | C    | Stephen Hendry    | Mark Williams       | 18–11 | [ 24 ]     |
| 01-02             | 05–16             | Première ligue                     | Maidenhead          | Magnet Leisure Centre            | NC   | John Higgins      | Jimmy White         | 9-4   | [ 25 ]     |
| 05–15             | 05–22             | Tournoi Pontins professionnel      | Prestatyn           | Pontins                          | NC   | Jimmy White       | Matthew Stevens     | 9–5   | [ 26 ]     |
| 06-??             | 06-??             | Tournoi Pontins pro-am (printemps) | Prestatyn           | Pontins                          | P/A  | John Gallagher    | Luke Simmonds       | 7-4   |            |

## Classement mondialen début et fin de saison

### Classement après lechampionnat du monde 1998
| Rang | Évol.         | Joueur            |
| 1    | en stagnation | Stephen Hendry    |
| 2    | en stagnation | John Higgins      |
| 3    | 4             | Ken Doherty       |
| 4    | 12            | Mark Williams     |
| 5    | 2             | Peter Ebdon       |
| 6    | 2             | John Parrott      |
| 7    | 1             | Ronnie O'Sullivan |
| 8    | 3             | Nigel Bond        |
| 9    | 5             | Alain Robidoux    |
| 10   | 4             | Alan McManus      |
| 11   | 4             | Tony Drago        |
| 12   | en stagnation | James Wattana     |
| 13   | 3             | Steve Davis       |
| 14   | 8             | Anthony Hamilton  |
| 15   | 6             | Darren Morgan     |
| 16   | 15            | Stephen Lee       |

### Classement après lechampionnat du monde 1999
| Rang | Évol.         | Joueur            |
| 1    | 1             | John Higgins      |
| 2    | 1             | Stephen Hendry    |
| 3    | 4             | Ronnie O'Sullivan |
| 4    | 1             | Ken Doherty       |
| 5    | 1             | Mark Williams     |
| 6    | en stagnation | John Parrott      |
| 7    | 2             | Peter Ebdon       |
| 8    | 2             | Alan McManus      |
| 9    | 7             | Stephen Lee       |
| 10   | 1             | Tony Drago        |
| 11   | 3             | Anthony Hamilton  |
| 12   | 3             | Alain Robidoux    |
| 13   | 5             | Nigel Bond        |
| 14   | 1             | Steve Davis       |
| 15   | 3             | James Wattana     |
| 16   | 4             | Mark King         |